# EPC Consulting und Software
Die EPC Consulting und Software GmbH, kurz EPC, ist ein auf computerlinguistische Rechtschreibkorrektur-Software spezialisiertes Unternehmen. Zu seinen Kunden zählen insbesondere Verlagshäuser und Hersteller von Redaktionssystemen.

## Geschichte
EPC wurde 2013 von ehemaligen Mitarbeitern des Bibliographischen Instituts gegründet, nachdem bekannt wurde, dass der Bereich Sprachtechnologie geschlossen werden sollte. EPC pflegt und entwickelt seitdem die computerlinguistischen Produkte der Marke Duden weiter.

## Produkte
2015 erschien die aktualisierte Version des Duden Korrektors für Adobe InDesign und InCopy (Version 11.0), 2016 folgte die Neuauflage des Duden Korrektors für Microsoft Office (Version 12.0).
Seit Ende 2017 wird zur Silbentrennung und Rechtschreibkorrektur in Adobe InDesign und InCopy als Teil der Creative Cloud nativ die sprachtechnologische Software von EPC eingesetzt. Grammatikprüfung, Stilkorrektur und Thesaurus sind nicht Teil der Creative-Cloud-Integration, können aber zusätzlich installiert werden.
- Duden Korrektor für Microsoft Office, Korrekturlösung für Microsoft Office (Windows) ab Version 2010
- Duden Korrektor für Adobe InDesign und InCopy, Softwarelösung zur Korrektur von Rechtschreibung, Grammatik und Stil mit integrierter Silbentrennung und Thesaurus für Adobe InDesign und InCopy CS6, CC 2015 und CC 2017 (Windows und Mac)
- Duden Korrektor für Adobe InDesign und InCopy CC, Grammatik- und Stilprüfung sowie Thesaurus für Adobe InDesign und InCopy 13 (CC 2018, Windows und Mac)
- Duden Korrekturserver, eine Serverlösung zur Rechtschreib- und Grammatikkorrektur und vereinheitlichter Verwaltung für Benutzerwörterbücher für Unternehmen
- Duden Proof Factory, eine plattformübergreifende Integrationslösung zur Rechtschreib- und Grammatikkorrektur für Unternehmen